# ナーマ
ナーマ（アラビア語: النعامة、Naâma）はアルジェリアの都市である。基礎自治体であり、ナーマ県の県都である。

## 交通

### 空港
- 30km北のメシェリア（英語版）にメシェリア空港（英語版）がある。

### 鉄道
オランとベシャールを結ぶ鉄道の駅がある。（Ligne d'Oued Tlelat à Béchar）

### 道路
- 国道6号線 (アルジェリア)（フランス語版）（N6号）